# Hyundai Kona
La Kona est un crossover urbain produit par le constructeur automobile coréen Hyundai Motor à partir d'octobre 2017 à fin 2022. Elle remplace le minispace Hyundai ix20 et entend enrichir la gamme Hyundai sur le segment des SUV citadins, alors en forte croissance. Il est remplacé par une seconde génération dévoilée en décembre 2022.

## Présentation
La Hyundai Kona est officiellement dévoilée le 13 juin 2017 puis présentée au salon de Francfort 2017. Elle n'est disponible qu'en traction la première année.

### Phase 2

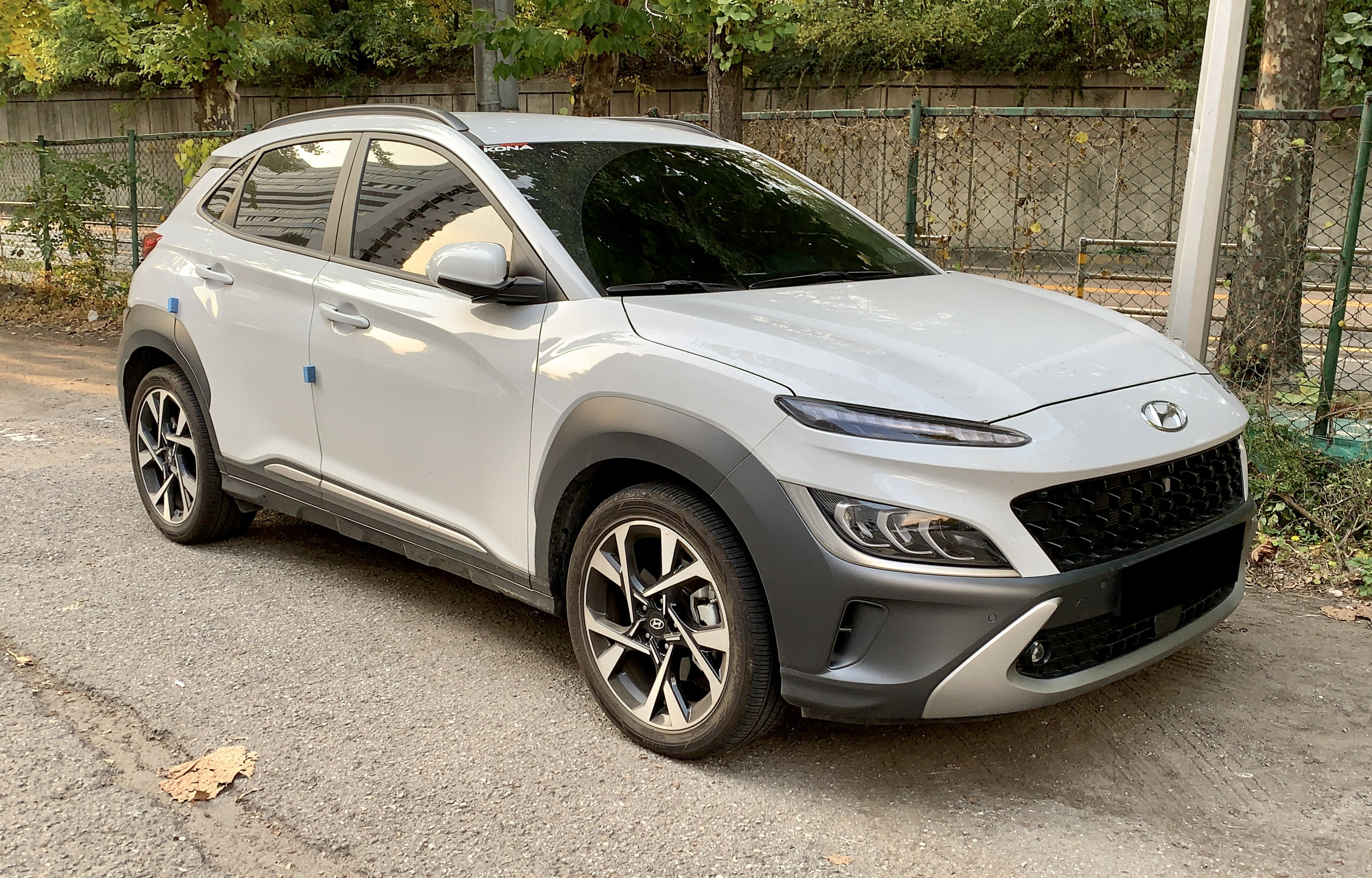
Hyundai Kona restylé.

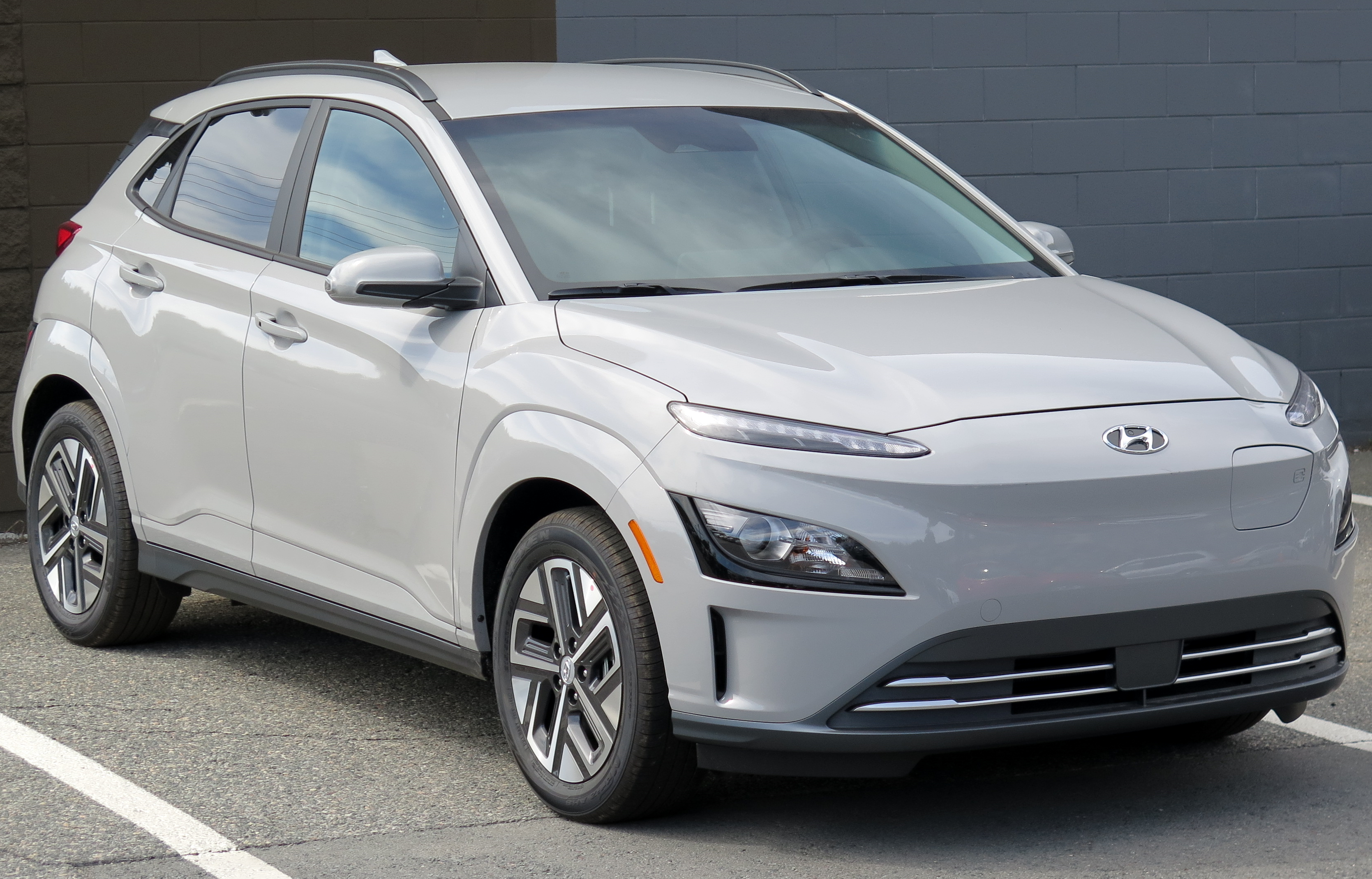
Hyundai Kona Électrique restylé (2021).

En septembre 2020, Hyundai restyle la Kona. Les feux avant évoluent et s'équipent de la technologie Full LED. Le capot est également redessiné.
Hyundai introduit également la finition sportive N Line déjà vue sur le Tucson et l'i30.
Arrive aussi en 2021 la finition N. Dotée du 2.0 T-GDI de la i30 N, développant 280ch, accouplé à une boîte double embrayage 8 rapport.

## Caractéristiques techniques
Elle est proposée en 4 roues motrices, accessible uniquement avec le T-GDI 1.6 et la BVA DCT7 à son lancement.
En 2018, elle reçoit deux nouveaux type de motorisation: une version hybride et une version électrique. La Kona existe en motorisation thermique essence et diesel, hybride ou 100 % électrique.

### Motorisations
À partir d'avril 2018, la Kona reçoit deux motorisations diesel Smartstream en 1,6 litre 115 et 136 ch ainsi que la transmission intégrale. En essence elle est motorisée par les trois cylindres T-GDI 1.0l 120 ch et quatre cylindres T-GDI 1.6l 136 ou 177 ch. La version hybride utilise un moteur essence 4 cylindres GDI 1.6 de 105 ch couplé à une motorisation électrique de 43 ch pour une puissance cumulée de 141 ch.
Kona N

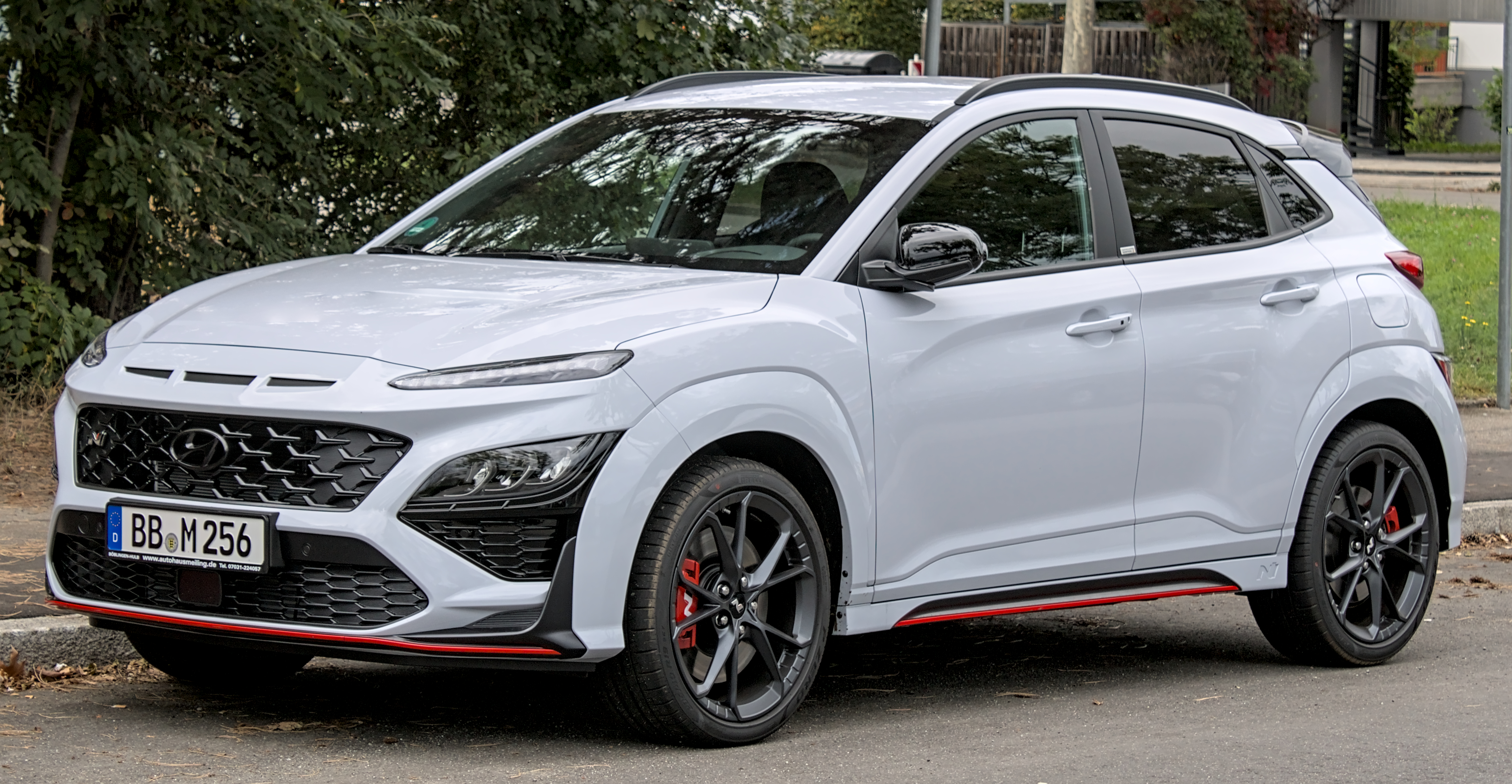
Kona N.

La version sportive Kona N est présentée en janvier 2021. Elle est motorisée par un 4-cylindres en ligne essence 2 litres d'une puissance de 280 ch pour un couple de 392 N m.
|                                                   | 1.0 T-GDI,                        | 1.6 T-GDI,                                 | 1.6 CRDI                          | 1.6 CRDI                                   | 1.6 CRDI                                   | 1.6 GDI                                                     |
| ------------------------------------------------- | --------------------------------- | ------------------------------------------ | --------------------------------- | ------------------------------------------ | ------------------------------------------ | ----------------------------------------------------------- |
| Disponibilité                                     | novembre 2017-avril 2018          | novembre 2017-avril 2018                   |                                   |                                            |                                            |                                                             |
| Code moteur                                       | Kappa                             | Gamma (G4FJ)                               |                                   |                                            |                                            |                                                             |
| Type de moteur                                    | L3 essence                        | L4 essence                                 | L4 diesel                         | L4 diesel                                  | L4 diesel                                  | L4 essence                                                  |
| Alimentation                                      | Turbocompressé, injection directe | Turbocompressé, injection directe          | Turbocompressé, injection directe | Turbocompressé, injection directe          | Turbocompressé, injection directe          | Atmosphérique                                               |
| Cylindrée (cm³)                                   | 998                               | 1 591                                      | 1 598                             | 1 598                                      | 1 598                                      | 1 580                                                       |
| Puissance maximale ch (kW)                        | 120 (88)                          | 177 (130)                                  | 115 (85)                          | 136 (100)                                  | 136 (100)                                  | 105 (77) thermique + 43 (32) électrique = 141 (104) cumulée |
| au régime de (tr/min)                             | 6 000                             | 5 500                                      | 4 000                             | 4 000                                      | 4 000                                      | 4 000                                                       |
| Couple maximal (N m)                              | 172                               | 265                                        | 280                               | 320                                        | 320                                        | 147 (thermique) ̟ 118 (électrique) = 265 (cumulée)           |
| au régime de (tr/min)                             | 1 500 à 4 000                     | 1 500 à 4 500                              | 4 400                             | 4 000                                      | 4 000                                      | 4 000                                                       |
| Transmission                                      | Traction                          | Traction                                   | Traction                          | Traction                                   | Intégrale                                  | Traction                                                    |
| Boîte de vitesses                                 | Manuelle 6 rapports               | Séquentielle 7 rapports (double embrayage) | Manuelle 6 rapports               | Séquentielle 7 rapports (double embrayage) | Séquentielle 7 rapports (double embrayage) | Séquentielle 6 rapports (double embrayage)                  |
| Vitesse maximale (en km/h)                        | 181                               | 205                                        | 183                               | 186-191                                    | 186-191                                    | 160                                                         |
| 0-100 km/h (en s)                                 | 12.0                              | 7.9                                        | 10.7                              | 10.2-11.2                                  | 10.2-11.2                                  | 11.6                                                        |
| Consommation (L/100 km) urbain/extra-urbain/mixte | 6.3/5.4/5                         | 6.8/6.1/5.6                                | 4.8/4.1/3.9                       |                                            |                                            |                                                             |
| Émissions de CO2 (en g/km)                        | 125                               | 153                                        | 130                               | 112-151                                    | 112-151                                    | 90                                                          |
| Norme d'émission                                  | Euro 6                            | Euro 6                                     | Euro 6                            | Euro 6                                     | Euro 6                                     | Euro 6                                                      |
| Capacité du réservoir (en ℓ)                      | 50                                | 50                                         | 50                                | 50                                         | 50                                         | 38                                                          |

## Kona Electric
Au salon international de l'automobile de Genève 2018, Hyundai présente la Kona Electric en deux versions de puissance : l'une de 136 ch (100 kW) avec une batterie de 39,2 kWh, la seconde de 204 ch (150 kW) avec une batterie de 64 kWh. Elle est commercialisée à la fin de l'été 2018.
La Kona Electric 100 kW bénéficie d'une autonomie de 312 km (cycle WLTP) et effectue le 0 à 100 km/h en 9,7 s. Elle se recharge en 6 h 10 min. La Kona Electric 150 kW bénéficie d'une autonomie de 482 km et effectue le 0 à 100 km/h en 7,6 s. Elle demande 9 h 35 min pour une charge complète "lent" (à domicile), et 40 min en charge rapide Combo CCS de 20 à 80 %. Les deux modèles fournissent 395 N m de couple sur la phase 1, réduit à 250 N m sur la phase 2.
La Kona Electric se différencie de la Kona thermique par sa calandre fermée, son instrumentation de bord digitale et son coffre un peu plus petit (−29 litres)
|                                                             | Kona Electric                         | Kona Electric                         |
| ----------------------------------------------------------- | ------------------------------------- | ------------------------------------- |
| Moteur                                                      | Moteur synchrone à aimants permanents | Moteur synchrone à aimants permanents |
| Puissance moteur (kW)                                       | 100                                   | 150                                   |
| Puissance maximale (ch)                                     | 136                                   | 204                                   |
| Couple maximal (N m)                                        | 395                                   | 395                                   |
| Capacité de la batterie (kWh)                               | 39                                    | 64                                    |
| Temps de recharge sur une borne 100 kW                      | 54 minutes (à 80 %)                   | 54 minutes (à 80 %)                   |
| Temps de recharge sur une prise domestique (Wallbox 2,7 kW) | 14 h 30 min                           | 23 h 45 min                           |
| Temps de recharge sur une prise domestique (Wallbox 7,2 kW) | 6 h 10 min                            | 9 h 35 min                            |
| Autonomie (cycle WLTP) (km)                                 | 312                                   | 482                                   |
| Masse à vide (kg)                                           | 1 535                                 | 1 685                                 |
| Vitesse maximale (en km/h)                                  | 155                                   | 167                                   |
| 0-100 km/h (en s)                                           | 9,7                                   | 7,6                                   |

## Finitions
- Initia
- Intuitive
- Creative
- Executive
- N Line
- N Line Creative (uniquement sur 1.0 T-GDI)
- N Line Executive (uniquement sur 1.0 T-GDI)

### Séries spéciales
Au lancement du Kona, une série spéciale Edition #1 est proposée avec une unique motorisation 1.0 T-GDI de 120 ch au prix de 22 900 €.
- affichage tête-haute
- assistance au maintien de voie
- caméra de recul
- chargeur sans fil
- démarrage sans clé
- jantes alu de 18 pouces
- navigation Europe
- système audio Krell
- vitres arrière teintées